# 爆裂無敵 バンガイオー
『爆裂無敵バンガイオー』（ばくれつむてきバンガイオー）は、1999年9月3日にESPから発売されたNINTENDO 64用2Dシューティングゲーム。開発元はトレジャー。同年12月9日にはドリームキャストにも移植され、その際キャラクターデザインやシステムが一部変更された。
画面表現に特徴があり、例えば他のゲームが「Push Start」「Option」「Entry Name」「Quit Game」「Game Over」などと表示するであろう場面で、一貫してそうした直接的な表記を避けている。それらは独自のセンスを持った婉曲表現となっており、例に挙げたものはそれぞれ「勇気あるものだけがボタンを押してもいい」「男星公会堂」「ワタシと二人だけのヒミツの合言葉を決めよう」「途中なのに、やめるのか!?（Yesに相当する「ああ、やめんのさ!」を選択の際には、電子音の代わりに溜息のようなSEが鳴る）」「いいのよ兄さん、兄さんは負け犬なんかじゃ　ない」などと表示される。
2008年3月19日に、続編『バンガイオー魂』が発売、2011年5月にはXbox Live Arcade向けに『バンガイオーHD』が配信された。

## ストーリー
200くらい未来（単位は不明）。熱き男達の思い渦巻く「男星」を舞台に、父である牧士万（まきし ばん）の民間警察を手伝う牧士力（まきし りき）と牧士真美（まきし まみ）が、「スペースフルーツ」の密輸で私腹を肥やす該（ガイ）が率いる宇宙ヤクザ「SF虎巣喪組（こすもぐみ）」と闘いを繰り広げる。

## 登場人物

### 主なキャラクター
りき/ 牧士 力（マシキ リキ）
本作の主人公。早とちりと勢いが売りの、江戸っ子気質な少年。学生生活の傍ら、父の民間警察に所属しているが、ペット探しやドブ攫いのような仕事しか回ってこない。自称男の中の男。虎巣喪組を倒すため、バンガイオーに乗り込む。金はないが男気は余っている。好きな果物はドリアン。また、無敵や面セレクトなど、ズルをして楽が出来る裏技にただならぬ執着がある（なお、りきは作中人物なので読めないが、これら裏技の実行方法は説明書に記載されている）。
まみ/牧士 真美（マシキ マミ）
もう一人の主人公であり、りきの妹。大人しいがノリの良い性格の少女。父や兄にのせられて、騒ぎの片棒をかついでいる。りきと共にバンガイオーに乗り込む。本人としては漢字は魔魅の方がよかった。
おやじ牧士 万（マシキ バン）
主人公の父、趣味はハッキング。発明家であり、発明品を実地に試す事が出来るという理由で民間警察を兼業している。「虎巣喪組」の機密データを盗んでバンガイオーを開発した。
後にバンガイオーの活躍に血が騒いだか、組から奪ったトチコロガシーカスタムに乗り込み、りき・まみの息の根を止めんとしたのを皮切りに、何度となくバンガイオーの前に立ち塞がる。現れる度に攻撃を仕掛ける理由や、持って来るメカが異なる。これにより前述のトチコロガシーカスタム、THEアーゲン2号（DC版ではおおはし首一回転号）を始め、多様な虎巣喪組メカの大半の艦種に搭乗経験があり、DC版では他の何処にも配置されていない、おやじ専用の新型機まで持ち出した。盛り上がってくると「ムキムキボンバァ、イェーッ」と奇声を上げる。
バンガイオー
万が「虎巣喪組」のデータを使って開発した人型機動兵器。りきの頼もしい友である。
バンガイオーはロボット、或いは鉄人メタルボディである。分類するならスーパーロボットである。材質はたぶん鉄。動力は一説にはサラダ油。つまるところ設定は極めていい加減で何も決まっていないようで、まみを大いに嘆かせた。M子は続編が出れば設定も増えるであろう事を仄めかしたが、リメイクを重ねるうちに、設定量は減少の一途を辿る。
垓（ガイ）
宇宙ヤクザ「SF虎巣喪組」のボスで、部下からの信望が厚い。自ら前線に出るタイプで、専用機ワカガシラーG7でバンガイオーを迎え撃つ。牧士家とは浅からぬ因縁がある。
虎巣喪組は銀河最強の武装集団である。2億数千万人に及ぶ構成員を擁し、組織構造もしっかりしているが、そのうち戦闘員は5人。地球に本部を置き、銀河中に多くの支部を持つ。主な財源は大型のスペースフルーツの密輸で、様々な犯罪行為をこなす傍ら、慈善事業も行っている。膨大な数の戦闘兵器群を開発・配備している一方、セキュリティが非常に甘く、万に機密データを奪われているほか、刑事・建設業者・訪問販売員・ただの学生など、無数の一般人が勝手に機動兵器を持ち出して利用している。
M子
各地の情報衛星から接触できる情報屋で、色っぽいしゃべり方をする。「虎巣喪組」の情報から各ステージに仕掛けられたギミック、トレジャー開発部の内部情報、ファンからのお便りまで、扱う情報は多岐に渡り、バンガイオーの機能についてもりき・まみより詳しい。金にはうるさく、情報量は基本的に一律5万円。頭に樹木を模した被り物を付けている。地球の南千住在住である。
W子
DC版のみに登場する、M子の妹にしてイタコ。かつて8年も神隠しで行方不明になっていた。歴史上の偉人を自称する霊を降ろし、助言をくれるのだが、概ね何の役にも立たない。降ろす霊は、会話を中断していきなり割り込んでくる、一言二言だけ喋ってすぐ引っ込む、自分が何の霊かわざとらしく自己紹介する等、大変に鬱陶しく胡散臭い。これらの特徴があるため、M子は「役に立たないしむかつくけど、殴らないであげて」と心配していた。ただ降霊の能力自体は本物だったようで、離れた場所にいる生きている人物が、生霊を飛ばしてW子を交信に使う事も可能。
レベルのおかん
N64版にのみ登場する、割烹着姿のおばちゃん。この宇宙の爆発の数が一定に達すると、惣菜配達の手を止めて時空を超えて現れる。バンガイオーの各種能力を強化してくれる。

### N64版から登場するキャラクター
チンピラのサブ
「虎巣喪組」の下位構成員で、各地の支部に何度となく現れては専用機・ヤーサーンV3でバンガイオーに戦いを挑み、敗れ去って行く。現れる度に初めて会ったかのような反応を見せ、自身からサブと名乗ったのは最初の一回のみである。なお、M子の情報が確かならば、虎巣喪組に5人ほどしかいない戦闘要員の1人である（実際に、虎巣喪組の戦闘兵器は、無人管制や、部外者が勝手に搭乗しているものが圧倒的に多い）。
コア
「虎巣喪組」のスーパー・エクセレント・スペシャル中枢エネルギー管理システム。高い技術力を投入して多数の擬似人格と対話能力を持つに至っている。しかし対応に困る人格ばかりで、会話はあまり成立しない。ボスキャラに分類されるが、基本的に戦闘能力は皆無。
コア造
最初に遭遇するコア人格。人の話を聞かず、癇に障るナード口調で、一方的に自分の事ばかり喋る。模擬人格のくせに、更に頭の中に別の人がいるという。
コア美
コア人格の一人。コックリさんとダウジングが趣味のオカルト少女で、いきなり霊が呪いがと叫び出しては、りき・まみを震え上がらせる。
コアノフスキー
N64版にのみ登場するコア人格の一人。親日家の似非外人で、片言で微妙に間違った知識を披露し、りきにまだ見ぬ日本への憧れを植えつける。ロシア人を模した人格。
コア之進
コア人格の一人。威勢だけがいい幕末のへっぽこ侍。相当な実力者の如き物言いをし、自分が弱いなどとは決して認めないが、コアなので戦闘能力は皆無。
ネコ
コア人格（?）の一匹。「猫は番犬たりえるか」というテーマの下、膨大な財力と技術力で電子的に再現された只の猫。猫なので一切会話は出来ず、壊滅的にマイペースで、コミュニケーションがまるで成立しない。
コア大王
最後のコア人格。1999年7の月に間違って巣鴨に降臨していた大王である。圧倒的な威圧感を放ち、堂々たる態度でバンガイオーを迎え撃つが、コアなので動けないし攻撃もできない。
たそがれ刑事（デカ）
「なすがまま署」の古参刑事。行方不明の娘を探すため「虎巣喪組」に潜入調査中。事を荒立てかねないバンガイオーの前に、組から奪ったキンバッチーXで立ち塞がる。ただし娘は厳しい門限に嫌気が差して家出したのであって、虎巣喪組は全く関係ない。
86代目姐御
虎巣喪組の幹部。NY出身のため日本語は話せないが、英語も話せない。その意思伝達の方法は言葉に出来ぬ恐ろしいものであり、りきは心から震え上がった。
はしおか建設
虎巣喪組の支部を建設している親方。自身の作品である支部を破壊するバンガイオーに、組から奪ったタチノッキーGTで攻撃を加える。いかにも肉体労働者といった格好だが、実は色々と繊細な趣味がある。
やすお記者
丸っこくデフォルメされた真っ白い犬（あるいはカバ）のような姿の、りきの後輩。かつてりきの涙のパンチに感銘を受け、後に夢であった新聞記者の職に就いた。再会したりきとまた拳で語り合うべく、組から奪ったテキヤン55でバンガイオーに戦いを挑む。
ナウクリアマン
全身が紅白で塗り分けられた巨人。胸にはカラータイマーが4つもあるが、ダメージを受けると外れる。各面のリザルト画面背景で、その雄姿を見ることが出来る。宇宙に名高い正義のヒーローで、宇宙の安寧を乱す悪党を粉砕するため、地球防衛チーム・BADと共に日夜戦っている。りきも彼の熱烈なファンである。N64版ではTHEアーゲン号に乗って登場、どんな凄いマシンなのかと興奮するりきに、親切にも実戦で機能を見せてくれる。DC版では、宇宙各地で破壊行為を続けるバンガイオーは、当然のように彼の攻撃対象なので、生身の巨人の姿で襲ってくる。後にBADに入隊した万と共に、THEアーゲン2号（DC版ではおおはし首一回転号）に乗り込む。
ニセガイ
虎巣喪組が雇ったレンタル影武者。甲高い金属質の声で喋る、緑色の変な生き物。「敵を騙すにはまず味方から」と、雇われて10年も姿を隠していたため、雇った虎巣喪組すら彼の事を覚えていない。ガイを名乗って身代わりに倒されようとバンガイオーの前に現れた。その名も「だまされてギャフン大作戦」（騙す対象の前で、はっきりこの作戦名を口にしてしまっている）、だが見た目が緑色である上に、りき・まみは以前の面で既に本物のガイ当人に会っているため、信用してもらえない。
下描きのマサ
眼も描かれておらず、色も塗られず、大雑把なデッサンだけが取られたラフスケッチ姿の男。会話画面でも活字を使わず、雑な手書き文字で喋る。その正体はマスターアップ×日前に急遽捻じ込まれた追加キャラであり、デザインも設定も未完成で、N64版登場人物の中で一人だけ説明書に載っていない。怨念混じりに厳しい現場の実態をりきに語るが、開発環境の惨憺たる有様がユーザーに露見する事を恐れたりき・まみに粉砕される。DC版ではいなかった事になった。
ブラックリキ
りきの偽者。実はりきの弟で、本名は三郎。自分を捨てた家族に恨みを持っており、またゲームの主役というものに憧れていた三郎は、ブラックバンガイオーに乗り込んでバンガイオーを倒し、主人公の座を奪い取るために現れた。しかし、バンガイオーが負けた場合は、普通にゲームオーバーでやり直しになる。ブラックという割にはどこも黒くない（N64版に至っては、ブラックバンガイオーも人型ですらない）が、実は身体のある部分が、りきとは比べ物にならないほど驚異的に黒いのだという。
サマラン先生
りきとまみが通う学校の教師で、保健体育を担当している。肩口にマントを付けた、ギリシャ風の服装をしているように見える。「ﾝりぃきぃ〜」というような、独特の抑揚がある口調で話す。表向きは学校をサボって戦っている二人を連れ戻すのが目的だが、実は嫌いなまみを「哀臭の裁き」で退け、愛するりきと愛の逃避行としゃれ込むつもりだった。DC版では鼻に掛かった野太いボイスが付いたため、より危機感を煽るような敵となっている。組から奪ったラチカンキ〜ン♂に乗って現れる。
トキコ
りきとまみの母親。まみは声を覚えているが、りきはおぼろげにしか記憶がない。全身を純白のマントと三角頭巾で覆っており、頭巾には赤い「64」あるいは「DC」の文字が書かれている。組から奪った機動要塞ウラガーネンSPに乗って現れる。万とは色々合ってかなり前に離婚したようだが、ステージが進むと有耶無耶のうちに復縁する。なお、バンガイオーが木っ端微塵となった際、全裸のりきをトキコが燭台であぶって励ましてくれる（更にその様子をやすおが激写する）心象風景が見られる。
フルーツ仙人
マントに身を包んで、顔が描かれた段ボール箱を被り、黒猫を膝に乗せる謎の男。何かというと親しげに友情を求めてくる。その正体はフルーツ星の王子、フルーツ仙人であった。スペースフルーツと何らかの関わりがあるようだが、りきを見守るためいつの間にかインプラントを仕掛けていたり、言動がナチュラルに狂っていて怖い。組から奪ったシャッキーンαで、フルーツ星に伝わる歓迎の儀式を仕掛けてくる。

### DC版から登場するキャラクター
スパイのパイ吉
虎巣喪組のロボット技術を奪うため、危険な闇の帝国から86億人も送られて来たスパイの一人。人のものを見るとすぐ欲しくなり、組から奪ったオツトメゴクローとバンガイオーの交換を申し出る。
ケンジー弁護士
フランス帰りの帰国子女で、シルクハットにナマズ髭の鳥人。虎巣喪組のお抱え弁護士だが、法律にはあまり詳しくない。とりあえず金持ちは正義だと思っている。売り払うつもりで組からくすねていた、戦闘用ではないと気づかずに、ユビツメMAXに乗り込んで襲ってくる。
ギムネマ訪問販売
灰色の玉子のような姿をした訪問販売員。ギムネマをリットル単位で売ろうとする。ギムネマを気高い最高の食品と信じて疑わないが、微妙に前後の物言いに脈絡が取れておらず不安を誘う。組から奪ったオトシマエグレイトに乗って、特に理由はないがバンガイオーに戦いを挑む。
ハルマゲ首領
ギキョーダイン外伝に乗って現れる、政界の大物黒幕。虎巣喪組と交流があり、使用機体は組から貸与されたものである。指の一振りで戦争を起こせるほどの影響力を持つが、出すものを出さないと彼を動かす事はできない。キューバ葉巻の先にセブンスターを刺して吸うのが好き。
嫁入り仮面
悪の組織ウェディング団と戦う特撮ヒーロー。ナウクリアマンとは（番組的な）ライバル関係にあり、無闇に大き過ぎない、安心できるサイズのヒーロー像を説く。職業柄、なにか不可解な事があると、悪の組織の陰謀だと思い込む習慣がある。最近、嫁入り仮面2号が仲間に加わったのだが、戦士としては明確に無能な足手まといであるにも拘らず、人間臭さのせいか2号の人気ばかりが高騰、出番が大幅に減った為、2号には憎悪に近い感情を抱いている。痛い所を指摘したりきを、特訓で改心させるため、おやっさんが作ってくれたシャバ天号に乗って戦いを挑む。日常的におやっさんに熾烈な特訓を受け続けているせいか、嗜好が歪んで来ている気配がある。
助太刀頭巾
大映画会社「映宝」のベテラン俳優で、弱いものの味方である。ただし頭が悪い。
スティーブンス16等兵
暗殺と勧誘を得意とする「山田殺人部隊」に所属する兵士だが、部隊は彼一人しかいない。このため一人で哨戒、自分に報告、自分に指令、独りで受領と、端からは一人芝居の軍人ごっこにしか見えない怪しい言動を取る変人だが、意外に腕は立つ。組から奪ったチャッカーで攻撃を仕掛けてくる。
ウェザーお義姉さん
TVの天気予報のお姉さん。占いなども嗜む。
苦学生
生活の苦しい学生。弟妹を養いつつ勉学に励んでいる。自分を変えるべくハコビーヤを組から奪うが、ハコビーヤはコア系の管理マシンで、一歩も動けないし攻撃も防御も出来なかった。
モンゴメリーさん
眉が太い渋い羊で、モンゴル出身。ハードボイルド小説を朗読するような口調で喋るが、内容に脈絡がなく、無駄に話が長い。

## ゲームルール
共通
2Dの画面内で、自機であるロボット「バンガイオー」を上下左右に操作し、周囲8方向に撃てるショットで敵を倒しながらステージを進み、ボスを倒すとそのステージはクリアになる。その前に敵の攻撃により自機のエネルギーがゼロになるとミス。下方向には重力が働いており、移動の入力が無ければ下に落ちていく。また、自機の挙動にはある程度の慣性が働いている。
ショットは、パイロットの2人を切り替えることで性質が異なるものになる。「りきモード」では、ミサイルのような形状のショットが敵を追尾して曲線を描いて飛び、壁に当たると消える。「まみモード」ではエネルギー弾のような形状のショットが直線的に飛び、壁に当たると反射する。
通常のショットとは別にボムと呼ばれる全方位攻撃がある。これはそれぞれのショットを放射状に打ち出すもので、敵弾を近くに引き付けて撃てば、周囲の敵弾を消去すると共に、カウンターとしてより多くのショットを打ち出すことが出来る。
爆発が終わる前に次の爆発が起きることを「連爆」と呼び、これがスコアにおいては重要な位置を占める。
敵を倒すとフルーツが出現し、取ると点数が入る。
ステージをクリアすると、プレイ内容によってボーナス点が入る。この際にステージごとの制限時間を超えていると、大きなマイナスボーナスが入る。ステージごとの最高点は、名前とともにセーブされる。
N64版のみのルール
りきのショットは攻撃力が高く、また接触判定が小さいため、相殺されず敵に到達し易い。一方、まみのショットは当たり判定が強く、敵弾の相殺能力が高い。まみのショットは壁に接触すると、近くの敵を狙って反射する。
ボムはエネルギー（最大ストック500）を消費して発動する。最低消費エネルギーは50だが、トリガーを長く押し続けると最大100までのエネルギーを投入し、トリガーを離した時点で、消費したエネルギー値と同数のショットを放てる。また、20倍カウンターは、近距離にある敵弾1発ごとに、射出弾数に20発が上乗せされるシステムである。限界は敵弾10発以上の+200で、100+200の300発が同時に発射できる最大数となる。
連爆数が100を超えるとレベルのおかんアイテムが出現、取得するとショットの攻撃力アップ・貫通力アップ・ライフの回復から効果を選ぶことができ、ボーナス点が入る。「何も望まない」を選択すると、歓声と共に大きなボーナス点が入る。その内容は連爆数が100増えるごとにランクアップし、一定ランク以上では、選択肢にバリア展開が追加される。
フルーツを取得すると、ボムエネルギーが回復し、点数が入る。敵の種別ごとに出現するフルーツの種類は決まっており、エネルギーは大型のフルーツほど多く回復する。点数は最初は10点で、ダメージを受けずに連続してフルーツを取ると10点ずつ高くなり、最終的には一個1000点になるが、ダメージを受けると10点に戻る。
ステージクリア時の特殊ボーナスは、まずステージ中の最大連爆数×100点が入り、加えてステージ通して一回も被弾しない・ボムを使わない・配された全ての敵を破壊したの三種に、各10万点が入る。この比重が極めて大きいため、よほど敵が多く連爆数を稼げるステージでない限り、高得点には非常に地味で緻密なプレイが求められる。
DC版のみのルール
りき・まみ各ショットの、威力と相殺能力が均一化された。まみの通常ショットは、外観が半透明のレーザーに変更され（隠しオプションでN64版の見た目にも変えられる）、敵を狙わず、入射に対応した方向へ反射する。ただし全方位攻撃は、N64版と同様に敵を狙った方向に反射する特性がある。
ボムはストック製で、最大5ゲージまで保有できる。消費は1ゲージ固定で、トリガー押し続けによる発動の遅らせも可能だが、弾数は40発から増えないので、この操作は主にカウンターのタイミングを計る目的で使われる。カウンター攻撃は、周囲の敵弾の数と量に応じて射出弾数が増えるシステムで、これにより40発固定の弾数は最大400発にまで増加する。また、バンガイオーと同じ人型ロボット系列のボス戦闘では、敵方にも残ゲージ数が表示され、立ち回りの駆け引きの要因が増えた。
連爆数はフルーツの出現と密接な関わりがある他、画面内で爆発が起きるごとにボムエネルギーが回復していく。アイテム回収の必要がなく、敵弾を相殺するだけでも回復するため、極端に多くの敵に囲まれた状況では、回復量が使用のペースを上回る。
フルーツは純粋に点のみが入るアイテムに変更された。何らかの敵が破壊された瞬間に、連爆数によって出現するフルーツが決定される。最低のミカンでは50点、最大のスイカで10000点である。
ステージクリア時の特殊ボーナスは、共通のものとして連爆数が最大数×100点、ノーダメージが10万点。敵全滅とノーボムは削除され、フルーツの仕様変更と共に、大胆かつ正確なプレイが要求されるようになった。

## 主なスタッフ
- 総監督：八井田満
- キャラクターデザイン：ふじたひさし
- バンガイオーデザイン：荻野誠
- 鉄砲玉ロボデザイン：金ヶ江恒久
- 世界観、サブキャラ原案：木村幸一
- エフェクト：大橋清隆
- ミュージッククリエイト：畑亜貴、山中季哉
- サウンドエフェクト：村田智
- 製作総責任者：前川正人

- 製作協力：ESPスタッフ
- エグゼクティブプロデューサー：宮路洋一
- コーディネーター：沼田恵太郎
- セールス：山崎正裕、塚越洋
- 広報：飯塚英一郎、小笠原

## 後世への影響
『Copy Kitty』の開発者の一人であるAzureは、影響を受けた作品として、本作を含むトレジャーの作品群を挙げている。